# Turzyca pęcherzykowata
Turzyca pęcherzykowata (Carex vesicaria L.) – gatunek byliny z rodziny ciborowatych (turzycowatych). Jest szeroko rozprzestrzeniony w strefie umiarkowanej półkuli północnej – rośnie w Europie, Azji i Ameryce Północnej. W Polsce jest to gatunek rodzimy pospolity na niżu, rzadszy na obszarach górskich.

## Morfologia

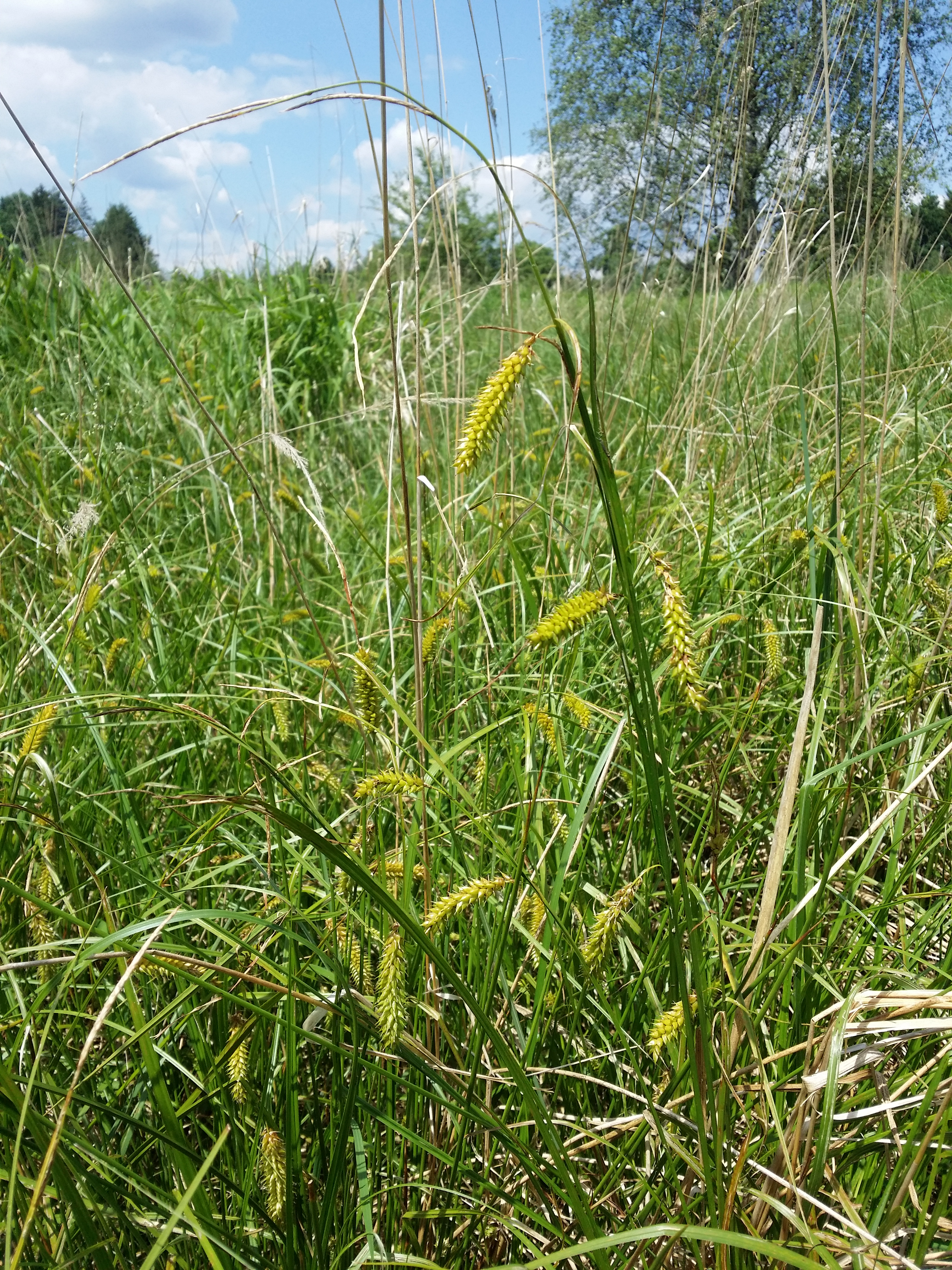
Pokrój

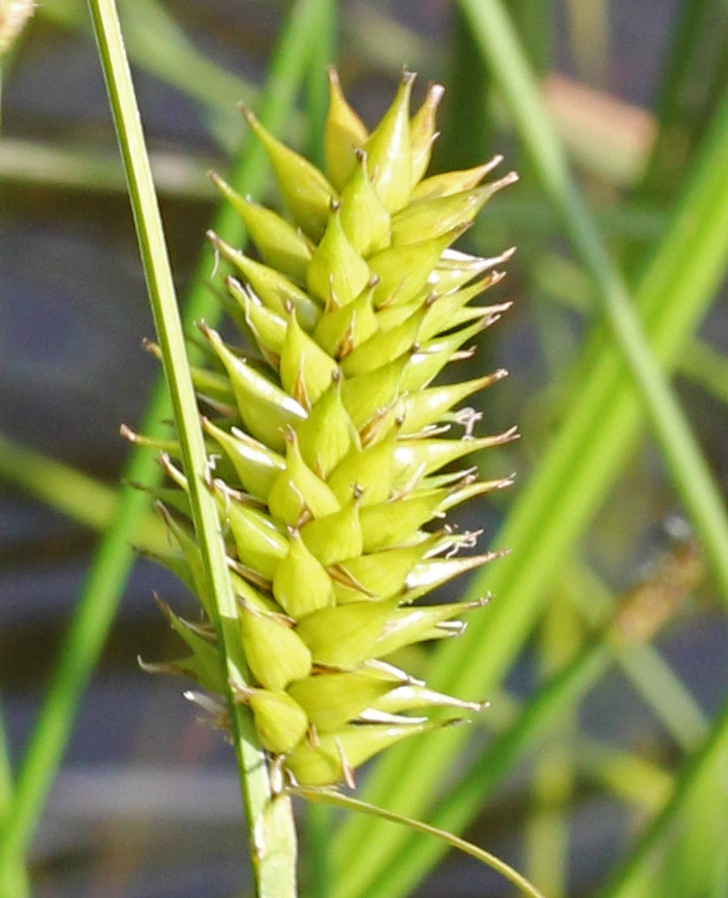
Kłos z owocami

PokrójRoślina zielna, rozłogowa, wytwarzająca liczne pędy wegetatywne.
ŁodygaOstro trójkanciasta, o wysokości do (30)40–80(120) cm.
LiścieJasnozielone, płaskie, szerokości (3)4–8 mm, spodem i na brzegach bardzo ostre. Pochwy liściowe o czerwonym do brunatno-czarnym ubarwieniu, u dołu i na brzegach szorstkie, silnie sieciowato postrzępione.
KwiatyRoślina jednopienna, kwiaty rozdzielnopłciowe, zebrane w kwiatostany - kłosy. Kłosy szczytowe męskie, od 2 do 3, rzadziej 1, równowąskie, długości 3–6 cm, umieszczone na krótkich szypułkach. Kwiaty męskie z trzema pręcikami. Ich przysadki szerokojajowate do eliptycznych, długości 5–8 mm, rdzawe, biało obrzeżone. Kłosy żeńskie poniżej męskich, od 2 do 3, w kątach bezpochwiastych podsadek, wałeczkowate, długości 2–4(7) cm, szerokości 1–1,5 cm, siedzące lub na krótkich szypułkach. Kwiaty żeński z jednym słupkiem o trzech znamionach. Przysadki kwiatów żeńskich lancetowate, długości 4–5 mm, kasztanowate, górą biało, błoniasto obrzeżone, ze środkową zieloną smugą na grzbiecie. Najniższa podsadka przewyższająca łodygę.
OwoceJajowaty, trójkanciasty orzeszek długości 2, szerokości 1 mm. Nasiono ukryte jest w jajowato-eliptycznym, gęsto unerwionym, słomkowożółtym, lśniącym pęcherzyku, długości (6)7–8 mm, zwężającym się w stożkowaty dwuząbkowy dzióbek długości 1,5–2 mm, z włoskami będącymi pozostałością znamion słupka. Pęcherzyki ustawione są skośnie do osi kłoska.

## Ekologia
RozwójBylina, wiatropylna, hydrofit, hemikryptofit. W Polsce kwitnie w maju i czerwcu.
SiedliskoZasiedla najczęściej siedliska zlądowacone, okresowo podtapiane, glebach mineralno-organicznych. Występuje głównie w szuwarach, na brzegach zbiorników wodnych, w rowach melioracyjnych i wyrobiskach na torfowiskach oraz w olsach.
FitocenozyW klasyfikacji zbiorowisk roślinnych gatunek charakterystyczny dla związku Magnocaricion oraz zespołu zespołu (Ass.) szuwaru turzycy pęcherzykowatej (Caricetum vesicariae) gdzie tworzy niewielkie, zwarte fitocenozy.
GenetykaSomatyczna liczba chromosomów 2n = 70-88.